# Hemerobius merdiger
Hemerobius merdiger là một loài côn trùng trong họ Hemerobiidae thuộc bộ Neuroptera. Loài này được Ratzeburg miêu tả năm 1844.